# Battaglia di Colonia
La battaglia di Colonia del 716 è la prima battaglia di Carlo Martello al comando delle truppe Austrasiane e l'unica da lui persa nei 25 anni seguenti.
Nel 716 il re dei Franchi, Chilperico II, e Ragenfrido, maggiordomo di palazzo di Neustria, invasero l'Austrasia per imporsi sul nipote, Teodoaldo e sulla vedova, Plectrude di Pipino di Herstal. Contemporaneamente Redboldo, re di Frisia invase l'Austrasia, alleandosi con Chilperico.
Plactrude e Teodoaldo si chiusero in Colonia, che fu assediata dagli alleati, Neustriani e Frisi.
Carlo Martello che era uscito da Colonia, ed era stato eletto maggiordomo d'Austrasia raccolse le truppe che poteva ed attaccò gli assedianti con l'intento di rompere l'assedio, ma fu sconfitto.
Riconosciuta la sua inferiorità si rifugiò a sud di Colonia, sui monti Eifel, tra il Reno e la Mosella. Colonia dovette arrendersi e Plectrude riconobbe Chilperico re dei Franchi e Ragenfrido maggiordomo di Neustria.
Carlo Martello intanto raccolse tutti i suoi seguaci e mise insieme un altro esercito, per poter affrontare i trionfatori di Colonia. La rivincita di Carlo Martello avvenne alla battaglia di Amblève.